# Ultzamaldea
Ultzamaldea fue una comarca y una subzona de la Comunidad Foral de Navarra (España) entre los años 2000 y 2019, mientras estuvo en vigor la zonificación de Navarra del año 2000. Esta comarca estaba formada por 9 municipios y formaba parte de la Merindad de Pamplona.

## Geografía física

### Situación
La antigua comarca se encuentra situada en la parte norte de la Comunidad Foral de Navarra dentro de la zona geográfica denominada Montaña de Navarra, por ella discurre el curso del río Ulzama. La comarca tiene 401,1 km² de superficie y limita al norte con las comarcas de Alto Bidasoa y Baztán, al este con la de Auñamendi, al sur con la Cuenca de Pamplona y al oeste con la de Norte de Aralar.

## Municipios
Ulzamaldea estaba formada por 9 municipios, que se listan a continuación con los datos de población, superficie y densidad correspondientes al año 2017 según el INE.
| Municipio       | Población | Superficie | Densidad |
| --------------- | --------- | ---------- | -------- |
| Anué            | 477       | 61,45      | 7.76     |
| Atez            | 227       | 26,33      | 8.62     |
| Basaburúa Mayor | 850       | 83,08      | 10.23    |
| Ezcabarte       | 1797      | 34,16      | 52.61    |
| Imoz            | 430       | 42,50      | 10.12    |
| Lanz            | 153       | 16,88      | 9.06     |
| Odieta          | 362       | 24,09      | 15.03    |
| Olaibar         | 363       | 15,99      | 22.7     |
| Ulzama          | 1661      | 96,44      | 17.22    |